# Ild og mørke
Ild og mørke er en dansk eksperimentalfilm fra 1990 instrueret af Ronan Vandrer.

## Handling
Flammerne er det urgamle TV, - med billeder, verdener, dyret. En kvinde danser i natten omkring sit bål.